# Esporte Clube XV de Novembro (Piracicaba)
El Esporte Clube XV de Novembro, més conegut com a XV de Piracicaba és un club deportiu brasiler, destacat en futbol, de la ciutat de Piracicaba a estat de São Paulo.

## Història
A principis del segle xx, a la ciutat de Piracicaba, dues famílies controlaven el futbol amateur, la família Pousa representava la EC Vergueirense mentre Guerrini va córrer el 12 d'octubre. A l'octubre de 1913, les dues famílies es van reunir i van convidar a Carlos Winter per ser el nou president del club, però el nom del club ha de ser 15 de novembre. aquest va ser el començament. En 1947, el XV guanya el primer títol que és el campionat Paulista de la sèrie A-2 fiacando la part davantera de Taubaté. En 1965, va inaugurar el seu actual estadi, el Barão da Serra Negra (Baró de Serra Negra) l'empat 0-0 amb Palmeiras. El 1976, el XV guanya el vice-campionat contra el Palmeiras, l'any 1979 l'equip està en la 13ª posició en l'Campionat Brasiler. El 1995, va guanyar el Campionat Brasiler de la Série C després de guanyar el 3x0 amb Volta Redonda. Actualment disputar el Campionat Paulista Série A-2.

## Estadi
El XV juga a l'estadi Barão da Serra Negra, construït en 1965, amb capacitat per a 18.000 espectadors.

## Jugadors Destacats
- Chicão
- De Sordi
- Doriva
- Dadá Maravilha
- Neves

## Palmarès

### Futbol
- 1 Campionat Brasiler Série-C: 1995
- 5 Campionat Paulista Série A-2: 1932, 1947, 1948, 1967, 1983 i 2011
- 1 Trofeu Invicta: 1967

### Bàsquet
- 2 Campionat Paulista: 1957 i 1960
- 6 Campionat Paulista Feminino: 1955, 1957, 1958, 1959, 1960 i 1974